# Chris Lemmon
Christopher Boyd Lemmon (Los Ángeles, California, 22 de junio de 1954), conocido artísticamente como Chris Lemmon, es un actor, guionista y autor estadounidense, hijo del actor Jack Lemmon y su primera esposa, Cynthia Stone.

## Primeros años y educación
Lemmon nació en la ciudad de Los Ángeles, California, siendo hijo de los actores Cynthia Stone y del mítico y popular actor del Hollywood más clásico, Jack Lemmon.
Lemmon asistió a la escuela Verde Valley School en Sedona, Arizona. Con un marcado talento para la música, fue apoyado por su padre para estudiar piano. Lemmon consideró ser pianísta profesional tras graduarse en el Instituto de artes de California con grado en piano clásico y composición y en teatro.

## Carrera
Lemmon se ha fogueado en el teatro en numerosas producciones teatrales, con las que ha recorrido la costa este de los EE. UU. Lemmon intervino también en varias series y sit-coms televisivas, como Duet (1987) y Open House donde interpretó el personaje de Richard Philips. En los noventa, alcanzó cierta popularidad a nivel mundial al coprotagonizar la serie de acción Thunder in the paradise, en la que interpretaba al personaje Martin "Bru" Brubaker, el compañero y amigo del protagonista, encarnado por el exluchador de wrestling Terry "Hulk" Hogan. 

Por otro lado, Lemmon es también guionista y productor, tanto de cine como de televisión. y escritor, habiendo lanzado un tributo a su padre bajo el título A Twist of Lemmon (2006). En 2015, Lemmon adaptó este libro a los escenarios, bajo el mismo título. La obra fue representada en las tablas de todo Estados Unidos y contaba la relación de Chris con su padre vista desde la perspectiva de este.

Durante su carrera también ha trabajado junto a su padre en tres películas: Aeropuerto 77 (1977), That's Life! (1986), y Dad (1989). 

Lemmon protagonizó también la película Publicity Stunt, una comedia coescrita por él mismo y dirigida por Joel Zwick, con el que tuvo una fuerte discusión que le evnolvió en temas legales durante casi una década. Finalmente, fue condenado a indemnizar a Zwick con un pago de 1,7 millones de dólares por daños, y a cederele los derechos del controvertido guion, que nunca vio la luz.

## Vida personal
Lemmon está casado con la también actriz Gina Raymond junto a la que ha tenido tres hijos. Todos ellos residen en Connecticut.

## Filmografía
- Aeropuerto 77 (1977)
- Just Tell Me You Love Me (1980)
- The Happy Hooker Goes to Hollywood (1980)
- Seems Like Old Times (1980)
- Just Before Dawn (1981)
- Swing Shift (1984)
- Cannonball Run II (1984)
- That's Life! (1986)
- Weekend Warriors (1986)
- Yellow Pages (1988)
- Going Undercover (1988)
- Dad (1989)
- Corporate Affairs (1990)
- Lena’s Holiday (1991)
- Firehead (1991)
- Thunder in Paradise (1993)
- Thunder in Paradise II (1994)
- Thunder in Paradise III (1995)
- Wishmaster (1997)
- Best of the Best 4: Without Warning (1998)
- Land of the Free (1999)
- Just the Ticket (1999)

## Televisión
- Brothers and Sisters (1979)
- Mirror, Mirror (1979)
- CHiPs (1981)
- Too Close for Comfort (1981)
- 9 to 5 (1983)
- Fantasy (1982)
- Uncommon Valor (1983)
- The Outlaws (1984)
- Duet (1987-9)
- Open House (1989)
- Knots Landing (1990)
- The Match Game (1990)
- The Joint Is Jumpin' (1993)
- Thunder in Paradise (1994) (22 episodes)
- Basic Values: Sex, Shock & Censorship in the 90's (1993)
- The Pretender (1998)
- Magic Time: A Tribute to Jack Lemmon (2002)
- The Hollywood Greats (Jack Lemmon) (2006)
- 50 Films to See Before You Die (2006)